# 12471 Larryscherr
12471 Larryscherr (1997 CZ6) là một tiểu hành tinh vành đai chính được phát hiện ngày 6 tháng 2 năm 1997 bởi JPL/GEODSS NEAT ở Haleakala.